# الاتفاقية الدولية لقمع الاتجار بالنساء والأطفال
الاتفاقية الدولية لقمع الاتجار بالنساء والأطفال (بالإنجليزية:International Convention for the Suppression of the Traffic in Women and Children
) هي معاهدة متعددة الأطراف من قبل عصبة الأمم وتعالج مشكلة الاتجار الدولي بالنساء والأطفال وتم وضع الاتفاقية عام 1921.

## روابط خارجية
- Ratifications of 1921 treaty.
- Signatures and ratifications of amended treaty.